# Mateusz Zuchora
Mateusz Zuchora (ur. 10 sierpnia 1992) – polski kajakarz, medalista mistrzostw świata i Europy, zawodnik klubu AZS Politechnika Opolska.

## Osiągnięcia medalowe
- mistrzostwa świata w maratonie kajakowym

- Shaoxing 2019 – srebrny medal w konkurencji C-2

- mistrzostwa Europy w maratonie kajakowym

- Pieszczany 2014 – brązowy medal w konkurencji C-2
- Metković 2018 – srebrny medal w konkurencji C-2
- Decize 2019 – złoty medal w konkurencji C-2
- Moskwa 2021 – brązowy medal w konkurencji C-2

- mistrzostwa Polski w kajakarstwie

- Poznań 2015 – 1 medal

- brązowy medal w konkurencji C-1 5000 m

- Poznań 2016 – 2 medale

- srebrny medale w konkurencji C-1 5000 m
- brązowy medal w konkurencji C-1 1000 m

- Poznań 2017 – 3 medale

- 3 srebrne medale w konkurencjach C-2 500 m, C-2 1000 m, C-4 1000 m

- Poznań 2019 – 3 medale

- srebrny medal w konkurencji C-2 1000 m
- 2 brązowe medale w konkurencjach C-2 500 m, C-4 500 m

- Poznań 2020 – 3 medale

- 3 złote medale w konkurencjach C-2 1000 m, C-4 500 m, C-4 1000 m